# Ivo Mlikota
Ivo Mlikota (1904. – 1994.), hrvatski prosvjetar, kulturni djelatnik i umjetnik iz Zagvozda. 

## Životopis
Rođen 1904. godine. Zaslužan za podizanje na višu razinu školovanja u Zagvozdu u kojem je skupa sa suprugom Frankom službovao desetak godina (1926. – 1936.). U tom je razdoblju zagvoškoj školi gravitiralo 38 sela i pohađalo ju je više od 350 učenika. U mjestu su ga zapamtili kao učena čovjeka dobra savjeta. Poslije je živio u Splitu. Predavao je na Pedagoškoj akademiji. Osim nastavničkog rada, ostavio traga u umjetnosti. Napisao je pjesme, crtice, igrokaze. Također je djelovao na kulturnom polju. Uređivao je časopise. Prikupljao je tekstove za budući Zagvoški zbornik. Građa koju je prikupio korisna je za upoznavanje sa zagvoškim događajima i nekim zagvoškim ljudima. Do kraja je bio aktivan. Izdavanje tog zbornika nije dočekao, ali većina priloga ipak mu je objavljena godinu poslije njegove smrti u župnom listu Zagvozd pokrenutom 1995. godine.